# Ghasemlu
Ghasemlu (pers. قاسملو) – wieś w Iranie, w ostanie Azerbejdżan Zachodni. W 2006 roku liczyła 447 mieszkańców w 93 rodzinach.